# Norsk front
Norsk front var namnet på ett norskt nationalistiskt parti grundat 1975 av unga nynazister med stöd från tidigare medlemmar i Vidkun Quislings parti Nasjonal Samling. Ledare för partiet var Erik Blücher. Partiet upplöstes 1979 efter att en aktivist genomfört ett bombdåd mot en 1 maj-demonstration i Oslo. Året därpå grundades Nasjonalt folkeparti av kärnan i NF.